# Tiaropsidium kelseyi
Tiaropsidium kelseyi är en nässeldjursart som beskrevs av Torrey 1909. Tiaropsidium kelseyi ingår i släktet Tiaropsidium och familjen Mitrocomidae. Inga underarter finns listade i Catalogue of Life.